# Otočje
Otočje ili arhipelag skupina je otoka jednake geološke građe i postanka. Obično se nalaze na otvorenom moru, dok je manje uobičajeno da se nalaze u susjedstvu velike kopnene mase. Često su vulkanskog postanka, oblikujući se duž oceanskih hrbata ili vrućih točaka, ali postoje mnogi drugi procesi upleteni u njihovu izgradnju, uključujući eroziju i depoziciju.
Grčka riječ "arhipelag" prvobitno je označavala skupinu otoka koji se nalaze u istočnom dijelu Sredozemnog mora između Grčke, Male Azije i otoka Krete. Taj dio, tj. Egejsko more (grčki αρχιπέλαγος, talijanski Arcipelago), doslovce znači "glavno more", od grčkog arkhi (glavni) i pelagos (more) (mletački duždevi od Arhipelaga vladali su s Naksosa, 1210. – 1566., vidi Vojvodstvo Naksos, koje je također nosilo naslov Otočko Vojvodstvo).

## Hrvatska
- Kornati

## Afrika
- Azori
- Kanari
- Zelenortski otoci
- Komori
- Sejšeli

## Amerika

### Sjeverna Amerika
- Aleksandrovi otoci
- Aleuti
- otočje Belcher
- Florida Keys
- Havajsko otočje
- Kanadski arktički otoci
- Îles-de-la-Madeleine
- Haida Gwaii
- Thousand Islands

### Srednja Amerika
- Antili (Zapadna Indija)
- Bahamski otoci
- Karibi
- Labuđi otoci
- otočje Solentiname

### Južna Amerika
- Falklandski otoci
- otočje Galápagos
- Juan Fernández
- otočje Južni Orkney
- Ognjena zemlja (Tierra del Fuego)
- Južno Shetlandsko otočje

## Antarktika
- Kerguelen

## Azija
- Andamani
- Nikobari
- Filipini
- Japanski otoci
- Lakadivi
- Indonezijski arhipelag (najveće otočje na svijetu)
- Maldivi
- Novosibirski otoci
- otočje Spratly
- Sundski otoci
  - Mali sundski otoci
  - Veliki sundski otoci
- Svijet, otočje koje čine umjetni otoci, koje je napravljeno u Dubaiju

## Europa
- Baleari
- Baltička otočja: 
  - Ålandski otoci, autonomni (pod finskom suverenošću)
  - Stockholmsko otočje, Švedska
  - otočje Turku, Finska
- Britanski otoci
- Dodekanezi
- Egejski otoci
  - Cikladi
  - Sporadi
- Ferojski otoci
- Frizijski otoci (podijeljeni na Zapadne, Istočne, i Sjeverne Frizijske otoke)
- Göteborško otočje
- Hebridi
- Kanalski otoci
- Lofoti
- Malteško otočje (Malta, Gozo, Comino, Filfla, Otok sv. Pavla i nekoliko manjih otočića)
- Poncijski otoci
- Shetlandsko otočje
- Svalbard
- Toskansko otočje

## Oceanija
- Američka Samoa
- Bismarckovi otoci
- Cookovi otoci
- Ekvatorski otoci (Line Islands)
- otočje Fidži
- otočje Fox
- Francuska Polinezija
  - Australski otoci
  - Gambier otoci
  - Marquises
  - Društveni otoci (Îles de Société)
    - Zavjetrinski otoci, (Société otoci, Îles du vent)
    - Privjetrinski otoci, (Société otoci, Îles sous le vent)

  - Tuamotu
- Furneaux otoci
- Karolini
- Kermadec otoci
- Molučki otoci
- Marijanski otoci
- Maršalovi otoci
- Melanezija
- Mikronezija
- Novi Hebridi
- Novi Zeland
- Pitcairn otoci
- Polinezija
- Samoa
- Solomonski otoci
- Tonga

## Više informacija
- Zemljopis
- Geomorfologija
- Geoznanost
- Otočni luk
- Tektonika ploča

Popisi otoka:
- Popis afričkih otoka
- Popis antarktičkih otoka
- Popis australskih otoka
- Popis azijskih otoka
- Popis europskih otoka
- Popis južnoameričkih otoka
- Popis kanadskih otoka
- Popis karipskih otoka
- Popis otoka u Arktičkom oceanu
- Popis otoka u Atlantskom Oceanu
- Popis otoka u Hrvatskoj
- Popis otoka u Indijskom oceanu
- Popis otoka u Tihom oceanu
- Popis sjevernoameričkih otoka